# Mission ouvrière
Pour l’article homonyme, voir Mission ouvrière Saints-Pierre-et-Paul.
La Mission ouvrière est l'institution de l'Église catholique qui regroupe les acteurs de l'évangélisation du milieu ouvrier et des quartiers populaires.
Initiée par l'assemblée des évêques de France en 1957, elle réunit l'Action catholique des enfants (ACE), la Jeunesse ouvrière chrétienne (JOC), l'Action catholique ouvrière (ACO), les prêtres-ouvriers, le Groupe de recherche et d'étude en pastorale ouvrière (GREPO), les religieuses, les prêtres, les diacres et les laïcs en lien avec le monde ouvrier et les quartiers populaires, etc.

## Histoire
La révolution industrielle ayant conduit à la naissance et au développement du monde ouvrier, l'Église catholique a cherché un certain temps la manière de témoigner de l'Évangile auprès de ces populations. L'encyclique Rerum novarum, publiée par le pape Léon XIII en 1891, fondatrice de la doctrine sociale de l'Église, a été l'un des piliers fondateurs de ce qui deviendra bientôt la pastorale en monde ouvrier.
C'est la création de la Jeunesse ouvrière chrétienne (JOC), en Belgique en 1926 par le père Joseph Cardijn, qui a ouvert la voie à une pastorale en milieu ouvrier, notamment en France, avec le père Georges Guérin. Dans le sillon de la JOC, sont nées l'ACE et l'ACO. Puis, prenant racine dans les événements de la Seconde guerre mondiale, d'autres manières d'assurer la présence de l'Église en milieu ouvrier se sont développées, notamment avec les prêtres-ouvriers.
En 1957, l'épiscopat français a créé la Mission ouvrière, au niveau diocésain et au niveau national, avec le secrétariat national de la Mission ouvrière, dans le but d'une « évangélisation privilégiée du monde ouvrier » et « pour coordonner l'activité des organismes voués à l'apostolat du monde ouvrier, susciter toutes les initiatives et collaborations nécessaires ». Composé de prêtres, de religieux et de laïcs, ce secrétariat national travaillait en lien avec le Comité épiscopal de la Mission ouvrière. Il a permis aux évêques français de suivre les mouvements et les groupes de la pastorale en milieu ouvrier et ainsi favorisé une certaine unité de cette pastorale.
Depuis, la pastorale en milieu ouvrier s'est peu à peu élargie à l'ensemble du monde du travail et, parallèlement, à l'ensemble des milieux populaires, des populations touchées par toutes formes de pauvretés.

## Rôle de la mission ouvrière
Tant au niveau local et national, la mission ouvrière a pour mission de :
- coordonner les acteurs de l'évangélisation dans le monde ouvrier et les quartiers populaires ;
- offrir à ses membres des outils  et formations favorisant leur mission pastorale ;
- offrir à l'Eglise une expertise et une attention sur le monde ouvrier et les quartiers populaires ;
- soutenir la recherche et l'innovation en théologie et pastorale ouvrière.

## Organisation

### Au niveau diocésain
Dans la plupart des diocèses, un conseil diocésain de la Mission ouvrière (CDMO) réunit régulièrement les différents acteurs locaux de la mission ouvrière pour partager sur la réalité ouvrière locale, s'informer sur les activités de membres et préparer des évènements communs (temps de partage, célébration...).
Ce conseil est coordonné par un délégué diocésain à la Mission ouvrière (DDMO) qui est missionné par l'évêque.
Ces DDMO sont coordonnés au niveau régional (ou provincial) par des Délégués régionaux de la Mission ouvrière (DRMO).

### Au niveau national
Le Secrétariat national de la Mission Ouvrière (SNMO) est composé des représentants nationaux des associations, mouvements et structures membres de la Mission ouvrière. Il se réunit régulièrement pour porter un regard sur le monde ouvrier et les quartiers populaires, mutualiser l'actualité de ses membres et préparer des initiatives communes (comme la publication d'un message de Noël tous les ans).
Il est coordonné par un délégué national à la Mission ouvrière (DNMO) nommé par la Conférence des évêques de France. Actuellement cette responsabilité est assurée par le père Xavier Durand. La Mission ouvrière est placée sous la responsabilité du Conseil pour les mouvements et associations de fidèles de la Conférence des évêques de France. Au sein de ce conseil c'est Mgr Marc Stenger qui assure le suivi de la mission ouvrière.
La Mission ouvrière publie une revue trimestrielle : La Foi d'un peuple. Elle publiait précédemment la revue Masses ouvrières.

## Réalité actuelle
Les associations, mouvements et structures participant à la mission ouvrière regroupe plusieurs dizaines de milliers de membres qui sont présents au cœur du monde ouvrier et des quartiers populaires.
La mission ouvrière est le réseau ecclésial le plus implanté dans les quartiers populaires en France . Cette implantation ainsi que sa dimension intergénérationnelle en font une actrice majeure de la vie ecclésiale en France.
Environ tous les dix ans, la Mission ouvrière réunit ses cadres et ses forces vives lors d'une rencontre nationale. La dernière rencontre nationale de la Mission ouvrière a réuni 1 000 délégués à Lourdes du 23 au 25 mai 2015 sur le thème « élargis l'espace de ta tente » (Esaïe 54,2). Elle a été suivie sur internet par plus de 8000 personnes.